# Estadio Campeonísimo
El Estadio Campeonísimo es el estadio principal del Club Atlético Torino. Se encuentra ubicado en la ciudad de Talara, departamento de Piura, a una altitud de 11 m s. n. m. y posee una capacidad para 8000 espectadores (solo cuenta con las tribunas de Oriente y Occidente).
El estadio es propiedad del IPD-Piura pero se encuentra en proceso de transferencia a la Municipalidad Provincial del Talara.
Fue inaugurado en 1977, con motivo de la participación del Atlético Torino en la Primera División del Perú. 
Actualmente, el estadio es utilizado para encuentros de la Segunda División del Perú y Copa Perú, donde participan de locales, Atlético Torino y equipos de las diferentes ligas distritales de Talara.

### Finales y Definiciones
| Fecha      | Local  | Resultado | Visitante         | Competición                   |
| ---------- | ------ | --------- | ----------------- | ----------------------------- |
| 20-12-1998 | IMI FC | 2 - 0     | Coronel Bolognesi | Final Copa Perú 1998 (Vuelta) |